# Nasr (Seezielflugkörper)
Nasr (persisch نصر Sieg) ist ein iranischer Unterschall-Seezielflugkörper, der sowohl von Schiffen und Luftfahrzeugen als auch von Land aus gestartet werden kann.

## Entwicklung
Der Marschflugkörper ist im Wesentlichen eine Kopie des chinesischen Seezielflugkörpers C-704, dessen Entwicklungsarbeiten bis in das Jahr 2005 zurückreichen. Zu dieser Zeit war der Flugkörper ein rein landgestütztes System, das für die Küstenabwehr konzipiert war. Weil die Nasr-Rakete eine relativ geringe Reichweite von unter 30 km hatte, gab es Bestrebungen, den Flugkörper zusätzlich von Luftfahrzeugen aus zu starten. Erst 2013 wurde Bildmaterial publiziert, das den Seezielflugkörper an verschiedenen Luftfahrzeugen, wie Bell 206, McDonnell F-4 und F-14A Tomcat zeigten.
Am 24. Februar 2019 veröffentlichte das iranische Militär Videoaufnahmen eines Raketenstarts des Nasr-Seezielflugkörpers im Rahmen des Velayet-97-Manövers. Die Aufnahmen zeigen, dass ein aufgetauchtes U-Boot der Ghadir-Klasse den Marschflugkörper startete. Ein Objekt ist zu erkennen, das eines der beiden Torpedorohre des Bootes relativ langsam verließ und beschleunigte, als es der Wasseroberfläche zulief. Anschließend war eine Rakete zu sehen, welche die Wasseroberfläche durchstieß.

## Versionen
Es wird angenommen, dass zwei Versionen des Seezielflugkörpers existieren:
- Nasr-1: Basisversion
- Nasr-2: Modernisierte Version mit einer Startmöglichkeit von Luftfahrzeugen aus.